# Wielkopolska Wyższa Szkoła Turystyki i Zarządzania w Poznaniu
Wielkopolska Wyższa Szkoła Turystyki i Zarządzania w Poznaniu – nieistniejąca uczelnia niepubliczna z siedzibą w Poznaniu, utworzona w 2003 roku. Powstała na bazie szkoły policealnej pod nazwą Prywatny College Zawodowy. Z dniem 1 października 2013 roku została włączona w struktury Wyższej Szkoły Bankowej w Poznaniu.
Rektorem uczelni był prof. dr hab. Jan Jeszka.

## Kształcenie
Uczelnia dawała możliwość podjęcia studiów w trybie dziennym i zaocznym na dwóch kierunkach.
- turystyka i rekreacja (studia I i II stopnia)
- stosunki międzynarodowe (studia I stopnia)

Wielkopolska Wyższa Szkoła Turystyki i Zarządzania organizowała także kursy zawodowe, m.in. kurs pilotów wycieczek, instruktorów rekreacji ruchowej, wychowawców kolonijnych.